# أوسكار مولر (لاعب كرة قدم فرنسي)
أوسكار مولر (بالفرنسية: Oscar Muller)‏ هو لاعب كرة قدم فرنسي وأرجنتيني في مركز الوسط، ولد في 28 يوليو 1957 في روساريو في الأرجنتين، وتوفي في 19 أغسطس 2005 في سان بيير في فرنسا. لعب مع ستاد رين ونادي أميين ونادي أنغوليم ونادي نانت.

## وصلات خارجية
- أوسكار مولر (لاعب كرة قدم فرنسي) على موقع قاعدة بيانات كرة القدم.إي يو (الإنجليزية)
- أوسكار مولر (لاعب كرة قدم فرنسي) على موقع عالم كرة القدم.نت (الإنجليزية)